# Seznam belgijskih tenisačev
Seznam belgijskih tenisačev.

## A
- Sabine Appelmans
- Maxime Authom

## B
- Ruben Bemelmans
- Ysaline Bonaventure

## C
- Julien Cagnina
- Els Callens
- Raoul Daufresne de la Chevalerie
- Kim Clijsters
- Kimmer Coppejans

## D
- Steve Darcis
- Niels Desein
- Filip Dewulf

## E
- Gilles Elseneer

## F
- Nancy Feber
- Debbrich Feys
- Kirsten Flipkens

## G
- Germain Gigounon
- David Goffin
- Arthur De Greef

## H
- Justine Henin-Hardenne
- Tamaryn Hendler

## L
- Klaartje Liebens
- Joris De Loore

## M
- Caroline Maes
- Xavier Malisse
- Eduardo Masso
- Elise Mertens
- Yannick Mertens
- An-Sophie Mestach
- Greet Minnen
- Dominique Monami

## N
- Dick Norman

## O
- Sofie Oyen

## P
- Libor Pimek

## R
- Christophe Rochus
- Olivier Rochus
- Dominique van Roost

## S
- Paul-Henri Spaak

## U
- Tessa Van den Broeck
- Alison Van Uytvanck

## V
- Tom Vanhoudt
- Aude Vermoezen
- Joran Vliegen
- Kristof Vliegen

## W
- Yanina Wickmayer

## Z
- Maryna Zanevska